# 2. češkoslovaška samostojna padalska brigada
2. češkoslovaška samostojna padalska brigada (češko 2. československá paradesantní brigáda; slovaško 2. česko-slovenská paradesantná brigáda) je bila padalska brigada, ki je bila sestavljena iz državljanov Češkoslovaške in je bila organizirana ter se bojevala na strani sovjetske Rdeče armade.

## Sestava
- štab
- 1. pehotni bataljon
- 2. pehotni bataljon
- izvidniški odred
- artilerijski odred
- protitankovski odred
- protiletalski odred
- inženirska četa
- komunikacijska četa
- kolesarska četa
- avtomobilska četa
- pomožna četa